# Élections constituantes de 1946 dans le Loiret
Les élections de l'Assemblée constituante de 1946 dans le Loiret sont des élections constituantes qui se sont déroulées le 2 juin 1946 dans le cadre des élections législatives françaises de 1946 dans le département du Loiret.
Ce sont les deuxièmes élections constituantes, après le rejet du projet de Constitution française du 19 avril 1946 lors du référendum constitutionnel français de mai 1946.

## Mode de scrutin
L'assemblée constituante est composée de 586 sièges pourvus au scrutin proportionnel plurinominal suivant la règle de la plus forte moyenne dans chaque département, sans panachage ni vote préférentiel.
Dans le département du Loiret, cinq députés sont à élire.

## Élus
| Député sortant     | Parti | Parti   | Député élu ou réélu | Parti | Parti   |
| ------------------ | ----- | ------- | ------------------- | ----- | ------- |
| Albert Rigal       |       | PCF     | Albert Rigal        |       | PCF     |
| Pierre Ségelle     |       | SFIO    | Pierre Ségelle      |       | SFIO    |
| Pierre Gabelle     |       | MRP     | Pierre Gabelle      |       | MRP     |
| Pierre Chevallier  |       | UDSR    | Pierre Chevallier   |       | UDSR    |
| Pierre Dézarnaulds |       | Rad-soc | Pierre Dézarnaulds  |       | Rad-soc |

## Résultats

### Résultats à l'échelle du département
| Parti    | Parti    | Tête de liste      | Résultats | Résultats | Sièges |  |
| Parti    | Parti    | Tête de liste      | Voix      | %         |        |  |
| -------- | -------- | ------------------ | --------- | --------- | ------ |  |
|          | MRP      | Pierre Gabelle     | 43 229    | 24,48     | 1      |  |
|          | PCF      | Albert Rigal       | 42 572    | 24,11     | 1      |  |
|          | Rad-soc  | Pierre Dézarnaulds | 29 476    | 16,69     | 1      |  |
|          | SFIO     | Pierre Ségelle     | 26 987    | 15,28     | 1      |  |
|          | UDSR     | Pierre Chevallier  | 22 443    | 12,71     | 1      |  |
|          | Paysan   | Marcel Coulon      | 11 760    | 6,72      | -      |  |
|          |          |                    |           |           |        |  |
| Inscrits | Inscrits | Inscrits           | 216 417   | 100,00    | 5      |  |
| Votants  | Votants  | Votants            | 180 442   | 83,38     |        |  |
| Exprimés | Exprimés | Exprimés           | 176 567   | 97,85     |        |  |